# Channel One Cup 2021
53. edycja turnieju Channel One Cup rozgrywana była w dniach 15-19 grudnia 2021 roku. Brało w nim udział pięć reprezentacji: Czech, Szwecji, Finlandii, Rosji oraz Kanady. Łącznie odbyło się osiem meczów. Siedem spotkań rozegrano w hali CSKA Arena w Moskwie, a jeden mecz odbył się w czeskiej Pradze w hali O2 Arena. Turniej jest drugim, zaliczanym do klasyfikacji Euro Hockey Tour w sezonie 2021/2022.
W turnieju triumfowała reprezentacja Finlandii, która poprzednio najlepsza była w 2009 roku.

## Wyniki
| 15 grudnia 2021 | Rosja | 4:3 | Kanada | CSKA Arena, Moskwa |

| Szczegóły      | Szczegóły                                                                                     | Szczegóły       | Szczegóły                                                        | Szczegóły                                                                      |
| -------------- | --------------------------------------------------------------------------------------------- | --------------- | ---------------------------------------------------------------- | ------------------------------------------------------------------------------ |
| Godzina: 18:30 | J. Korszkow (EQ) 04:24 A. Jelesin (EQ) 28:16 N. Niestierow (PP) 39:54 W. Szypaczow (EQ) 40:20 | (1:0, 2:1, 1:2) | 27:51 (PP) B. Gormley 47:10 (EQ) D. Audette 58:38 (EA) E. O’Dell | Widzów: 8 568 Sędzia główny: Roman Gofman Jewgienij Romasko Sędziowie liniowi: |
| Godzina: 18:30 | 2 min. kar                                                                                    |                 | 8 min. kar                                                       | Widzów: 8 568 Sędzia główny: Roman Gofman Jewgienij Romasko Sędziowie liniowi: |

| 16 grudnia 2021 | Szwecja | 0:1 | Rosja | CSKA Arena, Moskwa |

| Szczegóły      | Szczegóły  | Szczegóły       | Szczegóły            | Szczegóły                                                                     |
| -------------- | ---------- | --------------- | -------------------- | ----------------------------------------------------------------------------- |
| Godzina: 18:30 |            | (0:0, 0:0, 0:1) | 47:55 (EQ) W. Wojnow | Widzów: 6 726 Sędzia główny: Maksym Sidorenko Roman Gofman Sędziowie liniowi: |
| Godzina: 18:30 | 4 min. kar |                 | 2 min. kar           | Widzów: 6 726 Sędzia główny: Maksym Sidorenko Roman Gofman Sędziowie liniowi: |

| 16 grudnia 2021 | Czechy | 2:3 pk. | Finlandia | O2 Arena, Praga |

| Szczegóły      | Szczegóły                               | Szczegóły                 | Szczegóły                                                          | Szczegóły                                                                    |
| -------------- | --------------------------------------- | ------------------------- | ------------------------------------------------------------------ | ---------------------------------------------------------------------------- |
| Godzina: 20:00 | J. Kovář (EQ) 32:41 M. Gulaš (EQ) 59:49 | (0:1, 1:0, 1:1, 0:0, 0:1) | 09:27 (EQ) S. Manninen 47:52 (EQ) A. Levtchi 65:00 (SO) P. Tiivola | Widzów: 1 000 Sędzia główny: Antonín Jeřábek Jakub Šindel Sędziowie liniowi: |
| Godzina: 20:00 | 4 min. kar                              |                           | 8 min. kar                                                         | Widzów: 1 000 Sędzia główny: Antonín Jeřábek Jakub Šindel Sędziowie liniowi: |

| 17 grudnia 2021 | Kanada | 3:1 | Szwecja | CSKA Arena, Moskwa |

| Szczegóły      | Szczegóły                                                        | Szczegóły       | Szczegóły            | Szczegóły                                                                       |
| -------------- | ---------------------------------------------------------------- | --------------- | -------------------- | ------------------------------------------------------------------------------- |
| Godzina: 15:00 | B. Gormley (PP) 19:06 E. O’Dell (EQ) 37:18 C. Genoway (EQ) 38:33 | (1:0, 2:1, 0:0) | 35:47 (EQ) G. Rydahl | Widzów: 2 502 Sędzia główny: Jewgienij Romaszko Martin Frano Sędziowie liniowi: |
| Godzina: 15:00 | 10 min. kar                                                      |                 | 6 min. kar           | Widzów: 2 502 Sędzia główny: Jewgienij Romaszko Martin Frano Sędziowie liniowi: |

| 18 grudnia 2021 | Finlandia | 4:1 | Kanada | CSKA Arena, Moskwa |

| Szczegóły      | Szczegóły                                                                                        | Szczegóły       | Szczegóły             | Szczegóły                                                                 |
| -------------- | ------------------------------------------------------------------------------------------------ | --------------- | --------------------- | ------------------------------------------------------------------------- |
| Godzina: 11:00 | J. Karjalainen (EQ) 00:32 J. Karjalainen (EQ) 04:35 M. Granlund (EQ) 48:19 M. Nenonen (EN) 57:40 | (2:0, 0:1, 2:0) | 29:18 (EQ) L. Ferraro | Widzów: 5 682 Sędzia główny: Martin Frano Roman Gofman Sędziowie liniowi: |
| Godzina: 11:00 | 2 min. kar                                                                                       |                 | 6 min. kar            | Widzów: 5 682 Sędzia główny: Martin Frano Roman Gofman Sędziowie liniowi: |

| 18 grudnia 2021 | Rosja | 5:2 | Czechy | CSKA Arena, Moskwa |

| Szczegóły      | Szczegóły | Szczegóły       | Szczegóły                               | Szczegóły                                                                           |
| -------------- | --- | --------------- | --------------------------------------- | ----------------------------------------------------------------------------------- |
| Godzina: 15:30 | A. Gricjuk (EQ) 00:14 D. Wowczenko (EQ) 07:31 M. Grigorienko (EQ) 14:08 M. Grigorienko (EQ) 37:27 A. Anisimow (PP) 39:12 | (3:1, 2:0, 0:1) | 18:18 (EQ) J. Kovář 47:36 (PP) M. Gulaš | Widzów: 8 445 Sędzia główny: Jewgienij Romaszko Maksym Sidorenko Sędziowie liniowi: |
| Godzina: 15:30 | 8 min. kar |                 | 6 min. kar                              | Widzów: 8 445 Sędzia główny: Jewgienij Romaszko Maksym Sidorenko Sędziowie liniowi: |

| 19 grudnia 2021 | Czechy | 2:3 | Szwecja | CSKA Arena, Moskwa |

| Szczegóły      | Szczegóły                               | Szczegóły       | Szczegóły                                                       | Szczegóły                                                                     |
| -------------- | --------------------------------------- | --------------- | --------------------------------------------------------------- | ----------------------------------------------------------------------------- |
| Godzina: 11:00 | M. Gulaš (EQ) 31:09 J. Kovář (EQ) 35:48 | (0:1, 2:0, 0:2) | 05:48 (EQ) G. Rydahl 44:13 (PP) L. Bengtsson 54:44 (PP) T. Heed | Widzów: 4981 Sędzia główny: Jewgienij Romasko Roman Gofman Sędziowie liniowi: |
| Godzina: 11:00 | 8 min. kar                              |                 | 6 min. kar                                                      | Widzów: 4981 Sędzia główny: Jewgienij Romasko Roman Gofman Sędziowie liniowi: |

| 19 grudnia 2021 | Rosja | 2:3 pd. | Finlandia | CSKA Arena, Moskwa |

| Szczegóły      | Szczegóły                                  | Szczegóły            | Szczegóły                                                          | Szczegóły                                                                    |
| -------------- | ------------------------------------------ | -------------------- | ------------------------------------------------------------------ | ---------------------------------------------------------------------------- |
| Godzina: 15:30 | A. Minulin (EQ) 35:37 W. Wojnow (PP) 56:22 | (0:1, 1:0, 1:1, 0:1) | 18:27 (EQ) W. Merelä 44:04 (PP) S. Manninen 64:30 (EN) S. Manninen | Widzów: 8544 Sędzia główny: Martin Frano Maksym Sidorenko Sędziowie liniowi: |
| Godzina: 15:30 | 2 min. kar                                 |                      | 4 min. kar                                                         | Widzów: 8544 Sędzia główny: Martin Frano Maksym Sidorenko Sędziowie liniowi: |

## Klasyfikacja
| Poz. | Zespół    | M | Pkt | Z | WpD | PpD | P | G+ | G- | +/- |
| ---- | --------- | - | --- | - | --- | --- | - | -- | -- | --- |
| 1    | Finlandia | 3 | 7   | 1 | 2   | 0   | 0 | 10 | 5  | +5  |
| 2    | Rosja     | 4 | 10  | 3 | 0   | 1   | 0 | 12 | 8  | +4  |
| 3    | Kanada    | 3 | 3   | 1 | 0   | 0   | 2 | 7  | 9  | -2  |
| 4    | Szwecja   | 3 | 3   | 1 | 0   | 0   | 2 | 4  | 6  | -2  |
| 4    | Czechy    | 3 | 1   | 0 | 0   | 1   | 2 | 6  | 11 | -5  |